# Astaat-208
Astaat-208 of 208At is een instabiele radioactieve isotoop van astaat, een metalloïde. De isotoop komt van nature niet op Aarde voor.
Astaat-208 kan ontstaan door radioactief verval van radon-208 of francium-212.
{\displaystyle {\ce {{^{208}_{86}Rn}->{^{208}_{85}At}+{e^{+}}+{\nu }_{e}}}}
{\displaystyle {\ce {{^{212}_{87}Fr}->{^{208}_{85}At}+\,_{2}^{4}\alpha }}}

## Radioactief verval
Astaat-208 heeft een halveringstijd van 1,63 uur en vervalt voor 99,45% naar de radio-isotoop polonium-208:
{\displaystyle {\ce {{^{208}_{85}At}->{^{208}_{84}Po}+{e^{+}}+{\nu }_{e}}}}
De vervalenergie hiervan bedraagt 3,956 MeV. 
Een zeer klein gedeelte (0,55%) vervalt tot de radio-isotoop bismut-204:
{\displaystyle {\ce {{^{208}_{85}At}->{^{204}_{83}Bi}+\,_{2}^{4}\alpha }}}
De vervalenergie bedraagt 5751,03 keV.
191At · 191mAt · 192At · 193At · 193m1At · 193m2At · 194At · 194mAt · 195At · 195mAt · 196At · 196m1At · 196m2At · 197At · 197mAt · 198At · 198mAt · 199At · 200At · 200m1At · 200m2At · 201At · 202At · 202m1At · 202m2At · 203At · 204At · 204mAt · 205At · 205mAt · 206At · 206mAt · 207At · 208At · 209At · 210At · 210m1At · 210m2At · 211At · 212At · 212m1At · 212m2At · 213At · 214At · 214m1At · 214m2At · 215At · 216At · 216mAt · 217At · 218At · 219At · 220At · 221At · 222At · 223At · 224At · 225At · 226At · 227At · 228At · 229At